# Cetorhinidae

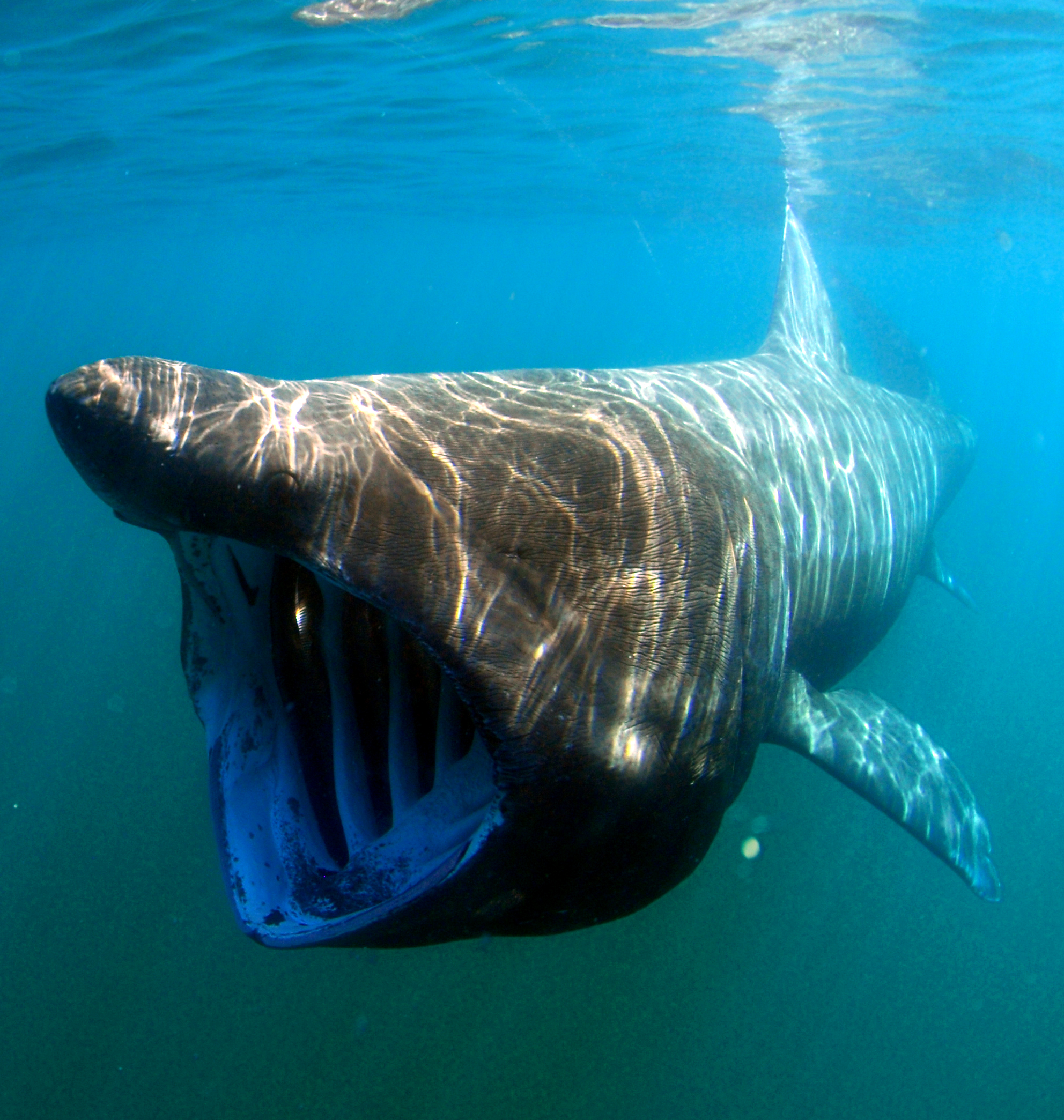
Cetorhinus maximus

Cetorhinidae é uma família de filtradores tubarões-macro, cujos membros são comumente conhecidos como tubarões-elefante. Inclui o tubarão-elefante existente, Cetorhinus, bem como dois gêneros extintos, Caucasochasma e Keasius.